# Todor Zsivkov
Todor Hrisztov Zsivkov, vagy röviden Todor Zsivkov (bolgárul: Toдор Xpиcтoв Живков Pravec, 1911. szeptember 7. – Szófia, 1998. augusztus 5.) a Bolgár Kommunista Párt főtitkára 1962-től 1989. november 10-éig.

## Életútja
Zsivkov bolgár parasztcsaládból származott, szülei Hriszto Todorov Zsivkov és Maruza Gergova voltak.
Zsivkov ifjú korában elment dolgozni Szófiába. 1929-ben a Bolgár Kommunista Ifjúsági Szövetség (BKMSZ), majd 1932-ben már a Bolgár Kommunista Pártnak is tagja lett.
A második világháború idején részt vett az antifasiszta ellenállási tevékenységben. A háború utáni időszakban fontos pozíciókat kapott: 1948-tól a Központi Bizottság tagja és a szófiai pártszervezet titkára, 1950-től a Központi Bizottság titkára, 1951-től a Politikai Bizottság tagja. 1954-ben a párt első titkára lett.
Első-titkárságának első két évében az államfői tisztséget ellátó sztálinista Valko Cservenkovval együtt gyakorolta a hatalmat, 1956-ban Cservenkov lemondani kényszerült, ezután Zsivkov az ország első számú és megkérdőjelezhetetlen hatalmú embere lett egészen 1989-ig. Zsivkov regnálását személyi kultusz, nepotizmus és korrupció jellemezte.

## Politikai karrierjének vége
1989-ben kizárták a kommunista pártból és 1990-ben letartóztatták. Az államkassza üres volt, a gazdaság pedig romokban hevert. 1998-ban halt meg tüdőelégtelenségben.

## Családja
Todor Zsivkov 1938-ban vette el feleségül Mara Maleevát. Két gyermekük született: Ljudmila Zsivkova és Vladimir Zsivkov. Négy unokája és két dédunokája van, egyik unokája (Evgenija Zsivkova) szocialista parlamenti képviselő.
Mara 1971-ben meghalt gyomorrákban. Felesége szenvedése és halála nagyon megviselte Zsivkovot, visszaemlékezések szerint csaknem az őrületbe kergette. Egyébként felesége tanácsára nem helyezte eleinte gyerekeit politikai pozíciókba, majd álláspontját épp Mara halála után vizsgálta felül és lányát Ljudmilát a kulturális élet élére állította. Ljudmila szerepe ezen a téren rendkívül ellentmondásos volt, sokat bírálták, különösképpen rossz ízlése miatt, amelyben vegyült a múltidézés, az avantgárd, az ortodox vallás, a keleti miszticizmus és a posztmodernizmus.
Zsivkov családja ma Németországban, Kanadában és Bulgáriában él.
Zsivkovot a maga korában rossz modorúnak tartották, ugyanakkor gyakran volt vicc tárgya jellegzetes nyugatbolgár tájszólása miatt. A rajta gúnyolódókat ugyan a titkosrendőrség figyelte és üldözte. Maga Zsivkov viszont állítólag jót mulatott ezeken a vicceken, és gyűjtötte is őket.
Zsivkovról közismert volt, hogy imádta szülőfaluját, Pravecot, amelynek fejlesztésére nagy összegeket fordított, és az 1970-es évekre várossá alakult. Még Bulgária első számítógépét is, amit az Apple mintájára hoztak létre, Pravets-nak nevezték el.
Zsivkov formálisan ellenezte a személyi kultuszt, ezért a Pravecban, a polgárok által neki állított szobrot maga döntötte le. A szobrot halála után helyezték csak vissza.

## Művei magyarul
- A fasiszta Tito-klikk a balkáni háborús gyújtogató; RMP, Bukarest, 1950
- Válogatott beszédek és írások; bev. Nagy Károly; Kossuth, Budapest, 1971
- A Bolgár Kommunista Párt Központi Bizottságának beszámolója a párt 10. kongresszusán. 1971. április 20.; ford. Kardos Ede; Kossuth, Budapest, 1971 (Bolgár valóság)
- A forradalmi tapasztalat a munkásosztály fegyvere. Todor Živkov az 1923-as antifasiszta bolgár felkelésről; ford. S. Nyirő József, Lengyel Károly; Kossuth, Budapest, 1973 (Bolgár valóság)
- A Bolgár Kommunista Párt 10. kongresszusán elfogadott, a nép életszínvonalának emelésére irányuló határozatok következetes végrehajtásáért. Beszámoló az 1972. december 11-13-án tartott plenáris ülésen; ford. Kardos Ede; Bolgár Kulturális Központ–Kossuth, Budapest, 1973 (Bolgár valóság)
- A munka magas társadalmi termelékenységéért; ford. Rákosi Gábor; Bolgár Kulturális Központ–Kossuth, Budapest, 1974
- Béke és szabadság a népeknek. 1975. július 30-án, az Európai Biztonsági és Együttműködési Értekezleten tartott beszéd Helsinkiben; ford. Tury Éva; Szófia-Press, Szófia, 1975
- A szocializmus építésének elméleti és gyakorlati problémái. Tanulmányok Todor Zsivkov válogatott műveinek 23 kötetes kiadásából; szerk. Lengyel Károly, ford. Lengyel Károly, Rákosi Gábor; Bolgár Kulturális Központ, Budapest, 1977
- A nép harca a szabadságért, a haladásért és a szocializmusért; Interpress–Bolgár Kulturális Központ, Budapest, 1978
- A Nagy Október örök érvényű tanulságai; utószó Sztojan Radev, szerk. Sztojan Radev, Petar Petrov, ford. Lengyel Károly, Rákosi Gábor; Interpress, Budapest, 1978
- Beszédek, cikkek; ford. Bődey József, Csíkhelyi Lenke, Rákosi Gábor, vál., előszó, jegyz. Nagy Károly, szerk. Pásztor Antal; Kossuth, Budapest, 1979
- A Bolgár Népköztársaság bel- és külpolitikájának időszerű kérdései. Beszéd a Bolgár Népköztársaság Nemzetgyűlésének X. ülésszakán. 1979. április 27.; ford. Rákosi Gábor, szerk. Sztoján Radev, Petar Petrov; Bolgár Kulturális Központ, Budapest, 1979
- Az emberiségnek ma nincs fontosabb és halaszthatatlanabb feladata a béke megőrzésénél és megszilárdításánál. Beszéd a Bolgár Földműves Népi Szövetség megalakulásának 80. évfordulója alkalmából szervezett "Nemzetközi találkozó és párbeszéd az enyhülésről" fóruma előtt, 1980. július 8-án; ford. Nagypál Teréz; Bolgár Kulturális és Tájékoztató Központ, Budapest, 1980
- Bulgáriáról. Ünnepi beszéd; ford. Lengyel Károly; Bolgár Kulturális és Tájékoztató Központ, Budapest, 1981
- A munka és a munka-viszonyok új koncepciójáról a szocialista Bulgáriában. A BKP KB 1982. november 29 és 30-án megtartott plénumán jóváhagyott, az új Munka törvénykönyve pártkoncepciójának alapvető helyzetei; Szófia-pressz, Szófia, 1983
- Bulgária – magasan fejlett és kultúrált szocialista állam. A BKP KB 1987. július 28-án tartott plénumának megnyitó beszéde; Sofia Press, Sofia, 1987